# Acalypha salviifolia
Acalypha salviifolia är en törelväxtart som beskrevs av Henri Ernest Baillon. Acalypha salviifolia ingår i släktet akalyfor, och familjen törelväxter. Inga underarter finns listade i Catalogue of Life.